# Hege Løken
Hege Løken (n. 31 august 1993, în Ålesund) este o handbalistă din Norvegia care evoluează pe postul de extremă dreapta pentru clubul românesc SCM Craiova.

## Palmares
- Liga Campionilor:
  - Sfertfinalistă: 2017
  - Grupe: 2018, 2019

- Cupa Cupelor:
  - Turul 3: 2012

- Liga Europeană:
  - Sfertfinalistă: 2021

- Cupa EHF:
  - Sfertfinalistă: 2018
  - Grupe: 2019
  - Turul 2: 2014

- Campionatul Norvegiei:
  -  Câștigătoare: 2016, 2017
  -  Medalie de argint: 2018

- Cupa Norvegiei:
  -  Câștigătoare: 2017